# Saint-Thibaut
Saint-Thibaut korábbi község Franciaországban, Aisne megyében. Lakosainak száma 81 fő (2019. január 1.). Saint-Thibaut Bazoches-sur-Vesles, Chéry-Chartreuve, Mont-Saint-Martin és Ville-Savoye községekkel határos.
2022. január 1-jén Bazoches-sur-Vesles korábbi községgel egyesült és az így létrejött Bazoches-et-Saint-Thibaut új község része lett.

## Népesség
A település népessége az elmúlt években az alábbi módon változott:
| Lakosok száma | 84   | 64   | 45   | 57   | 61   | 60   | 66   | 72   | 80   | 81   |
|               | 1968 | 1975 | 1990 | 1999 | 2006 | 2013 | 2015 | 2016 | 2018 | 2019 |